# Greatrex Newman
Greatrex Newman född 3 juli 1892 i Manchester, England, död 27 januari 1984 i Eastbourne, England, var en engelsk författare och manusförfattare.
I pjäsen Mr Cinders ingår sången Spread a little happiness som var med i filmen Brimstone & Treacle, 1982 i ett framförande av Sting.

## Pjäser
- Mr. Cinders, 1928
- Fol-de-rols